# ジルチアゼム
ジルチアゼム塩酸塩（英: diltiazem hydrochloride）は、血管拡張薬の1つである。ジルチアゼムは、Ca2+チャネルの開口を抑制することにより血管平滑筋細胞へのカルシウムイオンの流入を抑制し、血管を拡張させる。血管拡張作用（血管選択制）は冠動脈＞末梢血管であり、日本では1974年に狭心症治療薬として開発されヘルベッサーの商品名で発売された。その後1982年に高血圧の適応を取得している。田辺製薬（現：田辺三菱製薬）により合成・開発された。

## 性質と合成
合成時の原料の1つとしてアニスアルデヒドを用いている。
構造上はベンゾチアゼピン誘導体であり、ジヒドロピリジン誘導体のニフェジピン・アムロジピンやフェニルアルキルアミン誘導体のベラパミルと基本骨格が異なるが、電位依存性L型カルシウムチャネルのα1サブユニットに結合し、カルシウムチャネルの開口を抑制するは同じである。
血管拡張（冠動脈、末梢動脈）とともに心刺激生成・伝導系の抑制作用を有する。刺激伝導抑制／血管拡張の比は、フェニルアルキルアミン誘導体＞ベンゾチアゼピン誘導体＞ジヒドロピリジン誘導体の順である。

## 薬理作用
- 血管拡張作用：血管平滑筋へのカルシウム流入抑制による血管拡張作用。

※血管平滑筋の収縮は、細胞外から血管平滑筋細胞へのカルシウムイオンの流入により起こる。
Ca拮抗薬は血管平滑筋細胞へのCaイオンの流入を抑制することで、血管平滑筋の収縮を抑制し動脈（血管平滑筋は主に動脈に存在する）を拡張する。
- 抗狭心症作用：冠動脈拡張作用、冠スパズム抑制作用。および、心拍数の低下作用に伴う心筋酸素消費量の抑制作用。
- 心拍数低下作用：心臓の刺激生成・伝導系（洞結節や房室結節）でのカルシウム流入抑制。主に洞結節での心拍数の生成抑制作用。
- 抗不整脈作用：ワソラン(ベラパミル)同様に、心臓の刺激生成・伝導系（洞結節や房室結節）でのカルシウム流入抑制による洞結節での刺激生成低下、房室結節でのリエントリーの抑制作用。

PSVTの頻脈停止作用は、房室結節でのリエントリー抑制による作用。
Af患者の頻脈停止は、房室結節での伝道遅延作用によるもの。
洞性頻脈停止は、洞結節での刺激生成抑制によるもの。

## 臨床適応
抗狭心症薬、抗不整脈薬、降圧薬として使用される。
- 降圧作用：末梢血管の拡張による。
- 抗狭心症作用：冠動脈拡張作用、特に冠スパズム（冠攣縮）の防止効果に優れることから安静・異型狭心症などの発作予防に使用される。また、心拍数の低下作用を有し、心筋酸素消費量を抑制することから労作狭心症にも適応となる。
- 抗不整脈作用：心臓の刺激生成・伝導系（洞結節や房室結節）での膜電位生成に関与するカルシウム流入を抑制し心拍数の低下作用が認められる。また房室結節でのカルシウム拮抗作用により発作性上室性頻脈 (PSVT) など房室結節のリエントリー性の不整脈などに対しても使用される。

## 海外展開
日本国内で開発され海外展開されたパイオニア的な薬剤である。